# Fiji op de Olympische Zomerspelen 1976
Fiji nam deel aan de Olympische Zomerspelen 1976 in Montréal, Canada. Ook de vijfde olympische deelname bleef zonder medailles. 

## Deelnemers en resultaten per onderdeel

### Atletiek
| Olympiër                      | Onderdeel       | Resultaat | Prestatie                                         |
| ----------------------------- | --------------- | --------- | ------------------------------------------------- |
| Tony Moore                    | 100m (m)        | 57e       | serie 9: 7de in 11,16                             |
| Tony Moore                    | 200m (m)        | 27e       | serie 6: 4de in 21,82 kwartfinale 3: 7de in 21,75 |
| Tony Moore                    | verspringen (m) | 31e       | kwalificatie groep B: 15de met 6,81m              |
|                               |                 |           |                                                   |
| Miriama Tuisorisori-Chambault | verspringen (v) | 31e       | kwalificatie groep A: 14de met 5,79m              |
| Miriama Tuisorisori-Chambault | vijfkap (v)     | 18e       | 3827 punten                                       |

Amerikaanse Maagdeneilanden · Andorra · Antigua en Barbuda · Argentinië · Australië · Bahama's · Barbados · België · Belize · Bermuda · Bolivia · Bondsrepubliek Duitsland · Brazilië · Bulgarije · Canada · Chili · Colombia · Costa Rica · Cuba · Denemarken · Dominicaanse Republiek · Duitse Democratische Republiek · Ecuador · Egypte · Fiji · Filipijnen · Finland · Frankrijk · Griekenland · Groot-Brittannië · Guatemala · Haïti · Honduras · Hongarije · Hongkong · Ierland · IJsland · India · Indonesië · Iran · Israël · Italië · Ivoorkust · Jamaica · Japan · Joegoslavië · Kaaimaneilanden · Kameroen · Koeweit · Libanon · Liechtenstein · Luxemburg · Maleisië · Marokko · Mexico · Monaco · Mongolië · Nederland · Nederlandse Antillen · Nepal · Nicaragua · Nieuw-Zeeland · Noord-Korea · Noorwegen · Oostenrijk · Pakistan · Panama · Papoea-Nieuw-Guinea · Paraguay · Peru · Polen · Portugal · Puerto Rico · Roemenië · San Marino · Saoedi-Arabië · Senegal · Singapore · Sovjet-Unie · Spanje · Suriname · Thailand · Trinidad en Tobago · Tsjecho-Slowakije · Tunesië · Turkije · Uruguay · Venezuela · Verenigde Staten · Zuid-Korea · Zweden · Zwitserland